# 大花旋蒴苣苔
大花旋蒴苣苔（学名：Boea clarkeana）为苦苣苔科旋蒴苣苔属下的一种。

## 扩展阅读
- 維基物種上的相關：大花旋蒴苣苔